# Discografia dei Soilwork
La discografia dei Soilwork, gruppo musicale melodic death metal svedese, è costituita da diversi album in studio & qualche EP pubblicati tra il 1998 e il 2015.
A ciò vanno aggiunti alcuni demo (precedenti) e vari singoli usciti nello stesso periodo.
Consistente anche la videografia dei Soilwork composta da numerosi videoclip.

## Album in studio
| Data di uscita | Titolo                  | Etichetta                |
| 1998           | Steelbath Suicide       | Listenable/Century Media |
| 2000           | The Chainheart Machine  | Listenable/Century Media |
| 2001           | A Predator's Portrait   | Nuclear Blast            |
| 2002           | Natural Born Chaos      | Nuclear Blast            |
| 2003           | Figure Number Five      | Nuclear Blast            |
| 2005           | Stabbing the Drama      | Nuclear Blast            |
| 2007           | Sworn to a Great Divide | Nuclear Blast            |
| 2010           | The Panic Broadcast     | Nuclear Blast            |
| 2013           | The Living Infinite     | Nuclear Blast            |
| 2015           | The Ride Majestic       | Nuclear Blast            |

## EP
| Data di uscita | Titolo             | Etichetta  |
| 2004           | The Early Chapters | Listenable |

## Compilation
| Data di uscita | Titolo          | Etichetta     |
| 2016           | Death Resonance | Nuclear Blast |

## Demo
| Data di uscita | Titolo                                  | Etichetta    |
| 1997           | In Dreams We Fall into the Eternal Lake | Autoprodotto |

## Cover
| Data di uscita | Titolo                          | Etichetta  |
| 1998, 2004     | Burn (cover dei Deep Purple)    | Listenable |
| 2004           | Egypt (cover dei Mercyful Fate) | Listenable |

- Entrambe le canzoni sono contenute nell'EP The Early Chapters del 2004
- "Burn" è contenuta anche nell'album Steelbath Suicide del 1998, come bonus track per il Giappone

## Singoli
| Data di uscita | Titolo                   |
| 2001           | Like the Average Stalker |
| 2002           | As We Speak              |
| 2003           | Light the Torch          |
| 2003           | Rejection Role           |
| 2005           | Stabbing the Drama       |
| 2005           | Nerve                    |
| 2007           | Exile                    |
| 2008           | Sworn To A Great Divide  |
| 2008           | 20 More Miles            |
| 2010           | Deliverance is Mine      |
| 2010           | Let This River Flow      |
| 2013           | Spectrum of Eternity     |

## Videografia

### Videoclip
| Data di uscita | Titolo                   |
| 2002           | As We Speak              |
| 2003           | Rejection Role           |
| 2004           | Light the Torch          |
| 2005           | Stabbing the Drama       |
| 2005           | Nerve                    |
| 2007           | Exile                    |
| 2009           | 20 More Miles            |
| 2010           | Deliverance Is Mine      |
| 2010           | Let This River Flow      |
| 2013           | Rise Above the Sentiment |